# Große Tonkuhle
Die Große Tonkuhle in Itzehoe ist ein Baggersee, der durch Tonabbau entstanden ist.
Die am Ufer gelegene Badestelle ist mit dem Lohmühlenteich in Hohenlockstedt und dem Luisenbad in Schenefeld eine von drei an Stillgewässern gelegenen Badestellen im Kreis Steinburg, deren Badegewässer aufgrund von EU-Vorgaben kontinuierlich auf die Gewässerqualität hin untersucht werden (siehe Weblink). Durch hohen Nährstoffeintrag kommt es immer wieder zu verstärkter Algen- und Blaualgenbildung.
Die Tonkuhle wird auch als Angelgewässer vom SAV Itzehoe  genutzt.